# Ecclesiastical Titles Act 1851
Der Ecclesiastical Titles Act 1851 war ein Act des Britischen Parlaments (14 & 15 Vict. c. 60), der 1851 als antikatholische Maßnahme verabschiedet wurde. 20 Jahre später wurde das Gesetz durch den Ecclesiastical Titles Act 1871 aufgehoben. Das Gesetz wurde von Premierminister Lord John Russell im Jahre 1850 gefordert. Den Anlass dazu gaben ihm die so genannten „no popery“-Unruhen, benannt nach ihrer Parole „no popery“ („keine Papisterei“). Ausgelöst wurden sie durch die Wiederherstellung der katholischen Hierarchie in England im selben Jahr. Viele Protestanten empfanden dies als „päpstliche Aggression“.
Das Gesetz war der letzte Unterdrückungsversuch gegenüber der römisch-katholischen Kirche in England. Das Gesetz wurde von den katholischen Bischöfen befolgt. Die neuen katholischen Kathedralkirchen entstanden nicht in den alten Bischofsstädten, sondern an anderen Orten (Ortsteilen), und die Bistümer wurden nach diesen neuen Kathedralorten benannt. Beim Bistum Hallam wurde auf den Namen Hallamshire, der heutzutage nicht mehr verwendet wird und der für das Gebiet stand, in dem sich Sheffield befindet, zurückgegriffen. Das Ergebnis des Act war eine gestärkte katholische Kirche in England, die sich aber verfolgt und in der Defensive fühlte.

## Geschichte
Als die Church of England im 16. Jahrhundert als eigenständige Kirche in England und Wales gegründet wurde, übernahm sie die Gebäude und die hierarchische Ordnung der römisch-katholischen Kirche. Es gab weiterhin einen Erzbischof von Canterbury und einen Bischof von London und sie waren weiterhin für dieselben Gläubigen zuständig. In Schottland war die Situation aufgrund interner Meinungsverschiedenheiten im Episkopat komplexer. In Irland wurden die offiziellen Bischöfe und die Kathedralen zwar protestantisch, im Untergrund und unter Verfolgungen bestand die katholische Hierarchie mit auf die historischen Titel geweihten Bischöfen jedoch fort.
Als Papst Pius IX. als Reaktion auf die Emanzipationsgesetze die römisch-katholische Hierarchie in England und Wales mit der Apostolischen Konstitution Universalis Ecclesiae wiedererrichtete, stieß dies auf weit verbreitete Feindseligkeit und wurde als Akt der päpstlichen Aggression bezeichnet. Der Roman Catholic Relief Act 1829 (Statute 10 von Georg IV, Kapitel 10) verbot Personen außerhalb der Kirche von England, die alten bischöflichen Titel anzunehmen. Deshalb errichtete der Papst auch die bisherigen Bistümer nicht wieder, sondern schuf neue Bistümer. So wurde anstatt des Bistums Bristol ein Bistum Clifton, statt des Bistums Exeter ein Bistum Plymouth, statt des Erzbistums Canterbury das Bistum Southwark und statt eines Erzbistums namens London das Erzbistum Westminster errichtet. Der Name „Erzbistum Westminster“ ergab sich daraus, dass die künftige Kathedrale (Westminster Cathedral) in der City of Westminster errichtet werden sollte. Doch selbst das Ausweichen von London auf Westminster als Name des Erzbistums wurde von antikatholisch gesonnenen Protestanten als vermessen angesehen, da „Westminster“ auch mit der Westminster Abbey assoziiert wird, dem geistlichen Zentrum der Church of England in London und der Krönungskirche der britischen Monarchen. Sie fürchteten, dass die katholische Kirche durch die Namen ihrer Bistümer sich die Tradition der Church of England „aneignen“ wolle und diese damit delegitimieren könnte.
Angestachelt von antikatholischen Kreisen und dem Premierminister selbst, kam es im November 1850 zu schweren antikatholischen Unruhen in Liverpool und anderen Städten. Fast 900.000 Protestanten forderten die Königin auf, die „päpstliche Aggression“ zu stoppen. Am Guy Fawkes Day im Jahr 1850 kam es zu symbolischen Denunzierungen und zu einer kleinen Zahl von Gewaltausschreitungen.
Als Reaktion darauf wurde der Ecclesiastical Titles Act 1851 verabschiedet. Er machte es für alle Personen, die nicht Mitglied der Church of England waren, zur Straftat, den bischöflichen Titel einer Stadt, eines Ortes, eines Gebietes oder eines Bezirks des Vereinigten Königreiches zu führen, sofern für diese bereits anglikanische Bischofstitel bestanden, und erklärte jegliches Eigentum, das an eine Person mit diesen Titel weitergegeben würde, als an die Krone verfallen.
Das Gesetz erfüllte seine Zielsetzung insofern, als bis heute kein Bischof der Kirche von England einen katholischen Bischof mit gleichem Bistumsnamen neben sich hat – außer in den Fällen, in denen ein anglikanisches Bistum nach einem römisch-katholischen Bistum geschaffen wurde: Birmingham (1905), Leeds (2013), Leicester (1927), Liverpool (1880), Portsmouth (1927) und Southwark (1905). Die katholischen Bischöfe selbst achteten sorgfältig darauf, innerhalb des Gesetzes zu bleiben. Niemand wurde aufgrund des Gesetzes strafrechtlich verfolgt.

## Aufhebung
Das Gesetz wurde 1871 unter der liberalen Regierung von Premierminister William Ewart Gladstone im Ecclesiastical Titles Act 1871 (34 and 35 Vict. c. 53) aufgehoben.